# Schlacht bei Custozza (1848)
Die erste Schlacht bei Custozza wurde am 25. Juli 1848 während des ersten italienischen Unabhängigkeitskrieges zwischen dem Heer des Königreichs Sardinien-Piemont und der Südarmee des Kaiserreichs Österreich ausgetragen. Das sardische Heer stieß auf drei österreichische Korps unter Feldmarschall Josef Wenzel Graf Radetzky von Radetz (1766–1858) und wurde geschlagen.

## Vorgeschichte

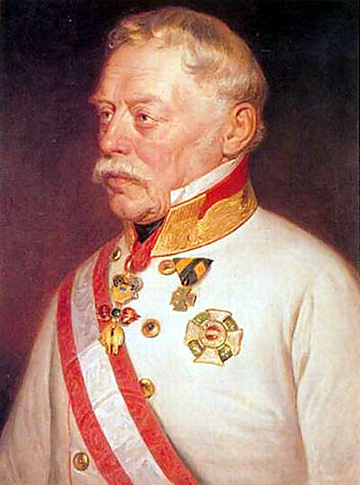
Josef Wenzel Graf Radetzky

König Karl Albert von Sardinien-Piemont versuchte, einen italienischen Nationalstaat unter seiner Führung zu schaffen und musste zuvor die Vorherrschaft Österreichs in Norditalien brechen. Durch den Aufstand in Mailand war am 18. März der Krieg ausgebrochen. Die österreichische Italienarmee unter Graf von Radetzky hatte Mailand am 22. März räumen müssen und hatte sich Anfang April vor dem Anmarsch der überlegenen Sarden auf die Festungslinie Peschiera – Mantua hinter den Mincio zurückgezogen. Am 30. Mai war ein österreichischer Umgehungsversuch in der Schlacht von Goito vom sardischen Korpsführer General Bava rechtzeitig erkannt und mit starker Artillerie zurückgewiesen worden. Die Österreicher brachen den Angriff ab und gingen auf Verona zurück, die Festung Peschiera musste vor den Sarden unter dem Herzog von Genua kapitulieren. Am 6. Mai 1848 konnte Radetzky einen stark angesetzten Angriff der Piemontesen auf die westliche Festungsfront vor Verona in der Schlacht von Santa Lucia abweisen.
Schon am 19. April unternahmen die Piemontesen erste Angriffe auf die Forts von Mantua, welche jedoch fruchtlos blieben, und am 21. des Monats schloss Generalleutnant d’Arco Ferrari die Festung ein. Durch wiederholte Ausfälle des Festungsführers FML Gorzkowski  wurde aber eine enge Zernierung verhindert und die Verbindung mit Verona und Legnago größtenteils offen gehalten.
Im Norden stand das österreichische III. Korps unter FML Graf von Thurn-Valsassina dem sardischen Nordflügel unter Generalleutnant de Sonnaz gegenüber und versuchte, die feindliche Stellung über Rivoli auf Castelnuovo aufzubrechen. Darauf verstärkten die Sarden den Nordflügel um 20 Bataillone und 12 Schwadronen und schwächten den mittleren Abschnitt.

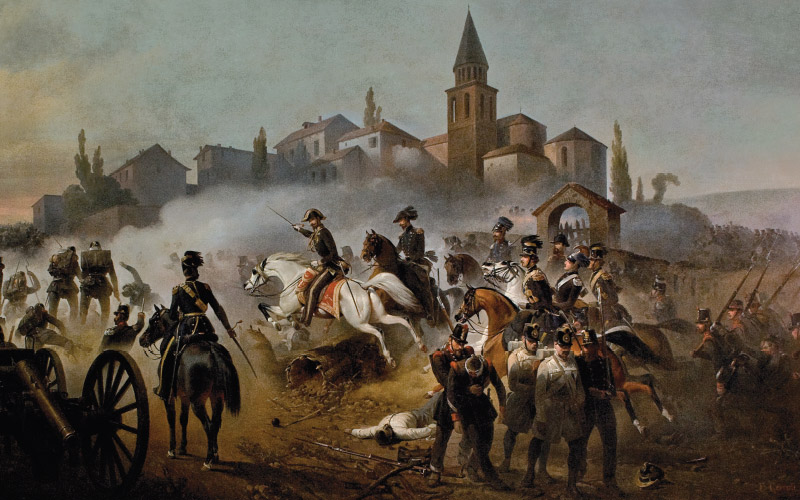
Schlacht bei Sommacampagna

Bis zum 23. Juli hatte Karl Albert sein 1. Korps unter Generalleutnant Bava nach Süden zum Angriff auf die Festung Mantua umgruppiert. Seit dem Morgengrauen des 22. Juli griffen die Österreicher bei Rovereto und zwischen Castelnuovo und Bussolengo an. Der Angriff traf auf starken Widerstand des sardischen 2. Korps. Generalleutnant de Sonnaz vermutete richtig, dass die österreichische Heeresleitung darauf abzielte, gegnerische Kräfte nach links zu ziehen, um das Zentrum des Gegners zu schwächen. An diesem Tag hatte sich die Mincio-Front nach Süden aufgrund einer piemontesischen Initiative gegen die Festung Mantua um 60 km bis Governolo verlängert. Radetzky, der seine Armee neu organisiert und verstärkt hatte, nutzte die dadurch in der Mitte entstandene Ausdünnung der feindlichen Linien zu einer sofortigen Gegenoffensive.

## Gefechte bei Sona am 23. Juli
Radetzky plante den Hauptschlag in der Mitte anzusetzen und ließ die feindliche Linie zwischen Sona und Sommacampagna angreifen. Die österreichische Armee verließ mit Masse ihre Stellungen zwischen San Massimo und Santa Lucia und rückte etwa 5 Kilometer nach Südwesten vor. Operatives Ziel war es einen Umfassungsangriff am rechten Mincio-Ufer zu führen und die italienischen Korps zu trennen.
Die Truppen des österreichischen I. und II. Korps starteten ab 7:30 vormittags ihren Vormarsch, während das Reservekorps mit einem geringen Abstand folgte. Zwei Drittel der österreichischen Armee rückten mit über 40 Bataillonen und 183 Kanonen gegen die piemontesische 3. Division und 1200 Toskaner vor, die einschließlich ihrer Reserven nur 14 Bataillone und 36 Kanonen entgegensetzen konnten. Das Missverhältnis war für die Italiener sehr ungünstig und bis 12 Uhr mittags hatten die Österreicher das sardische 2. Korps vollständig aus den Stellungen geworfen.
Das österreichische II. Korps unter FML Konstantin d’Aspre konnte die Höhen von Sommacampagna erstürmen, die Division des FML Wimpffen setzte sich auf den Höhen bei Madonna del Monte fest und nahm die feindliche Stellung bei Sona ein. Das I. Korps unter FML Wratislaw  sicherte die Mincio-Linie zwischen Monzambano und Valeggio. Die Brigade Clam-Gallas hatte das Höhengelände von Custozza kampflos besetzt. Das I. Reservekorps unter FML von Wocher bildete im Zentrum mit 12.000 Mann und 76 Kanonen bei Oliosi die Armeereserve und deckte mit der Vorhut den Übergang bei Salionze.
Die Sarden verstärkten ihrerseits ihren bedrohten östlichen Mincio-Brückenkopf bei Valeggio. Die Österreicher passierten das rechte Ufer des Mincio um 16 Uhr zwischen Peschiera und Monzambano. Bei Salionze beschloss de Sonnaz seine Truppen nach ein Uhr morgens zurückzuziehen und auf das rechte Ufer des Flusses zu gehen. Er glaubte fälschlicherweise, dass der folgende österreichische Angriff bei Monzambano stattfinden würde.

## Schlacht von Sommacampagna am 24. Juli
Die Brigade Wohlgemuth wurde durch die Brigade Haradauer des 1. Reservekorps am Übergang bei Salionze freigemacht und verlängerte die österreichische Front am Mincio, indem sie die Höhen bei Prentino gegenüber der sardischen Linie bei Monzambano besetzte. Im Norden bei Castelnuovo wurde das gegen eine sardische Übermacht stehende schwache III. Korps Thurn mit der Brigade Schwarzenberg verstärkt. Radetzky ließ die Übergänge zwischen Peschiera bis Valeggio verstärken, um eine Bedrohung gegen seinen Rücken entgegentreten zu können. General de Sonnaz beschloss derweil um 12 Uhr seine Truppen weiter nach Borghetto zurückzuziehen und dann am Abend Volta zu erreichen. Valeggio war schon am Vormittag des 24. Juli von den Pieomontesen geräumt und durch Teile der Brigade Strassoldo vorläufig besetzt, später – nach Ablöse ihrer Hauptverbände durch die Brigade Clam am Monte Vento – vollkommen gesichert. Am Nachmittag beherrschten die Österreicher die Mincio-Übergänge bei Salionze, Monzambano und Valeggio vollständig.
Um 16:30 Uhr griffen dann überraschend starke Streitkräfte des piemontesischen 1. Korps, die von Mantua aus am linken Ufer des Mincio nach Norden anmarschierten, die linke Flanke der österreichischen Armee an, um mit 25.000 Mann (Brigaden Piemont, Cuneo, Aosta und Garde) die am Vortag verlorene Höhenstellung zwischen Custozza und Sommacampagna zurückzuerobern. Die österreichische Brigade Simbschen versuchte gerade den Aufstieg auf die Höhen von Sommacampagna, wurde aber aus dem Raum Villafranca  angegriffen und vollständig geschlagen. Es war die 1. Reservedivision des Kronprinzen Vittorio Emanuele, die die österreichische Brigade im Staffalo-Tal nach fast vier Stunden Kampf zerschlagen konnte. Die Österreicher zählten 50 Tote und 104 Verwundete und mussten 1160 Gefangene zurücklassen. Der Sieg war mit geringen Verlusten (16 Tote und 54 Verwundete) erkämpft worden und hob die Moral des piemontesischen Oberkommandos, das fälschlicherweise annahm, das gesamte österreichische I. Korps entscheidend geschlagen zu haben. Die wichtigen Höhen von Custozza waren für die Österreicher verloren, und Radetzky musste seinen Plan einer Umfassung am Mincio sofort fallen lassen, um seine südliche Front verstärken und einen sardischen Durchbruch bei Custozza verhindern zu können.
Radetzkys zuvor erteilter Befehl zur weiteren Verstärkung des im Norden bedrängten III. Korps wurde vom neu ernannten Festungskommandanten von Verona, FML Haynau nicht ausgeführt. Dieser schickte die noch verfügbare Brigade Piret nicht nach Norden, sondern zur bedrohten Stellung auf Sommacampagna, und verstärkte die geschlagenen Reste der Brigade Simbschen, die sich mit 1200 Mann bei San Giorgio bei Salice verschanzt hatten. Haynaus Anweisung sollte am folgenden Tage entscheidenden Anteil am Sieg bei Custozza haben.

## Schlacht von Custozza am 25. Juli

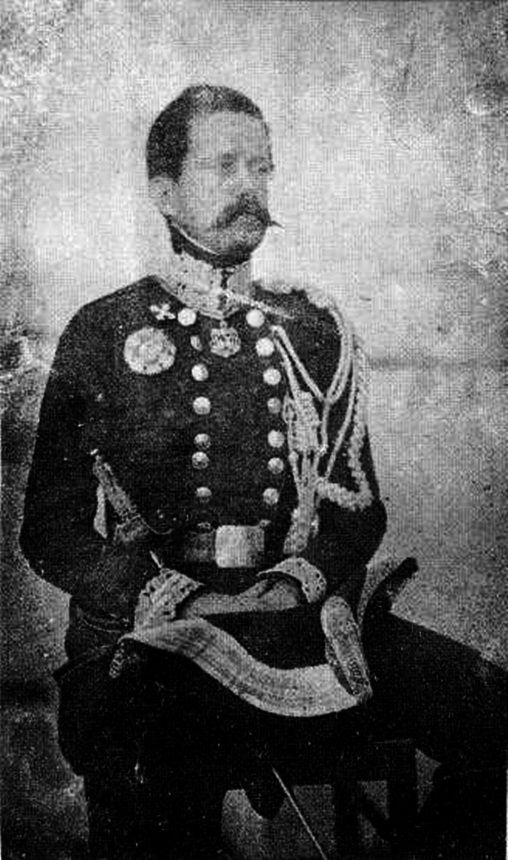
Ferdinand Maria von Savoyen-Carignan,
1. Herzog von Genua

Am Morgen des 25. Juli rückte eine sardische Streitmacht von 24 Bataillonen, 17 Schwadronen und 42 Geschützen bei Custozza gegen die doppelt so starken Österreicher mit 43 Bataillonen, 32 Schwadronen und 157 Geschützen vor. Radetzky war sich im Klaren, dass starke sardische Kräfte über Villafranca im Vorrücken auf die Höhen von Sommacampagna waren. Er befahl dem II. Korps, sich dieser Gefahr mit ganzer Kraft entgegenzuwerfen. Das I. Korps sollte sich mit der Division Schwarzenberg vorerst in der Defensive behaupten und wurde mit der bei Salizone freigewordenen Brigade Wohlgemuth verstärkt. Zwischen Oliosi und San Rocco di Palazzuolo verblieben Wochers restliche Brigade als Hauptreserve abrufbar und deckte während des Angriffes den Rücken der Armeefront.
Das piemontesische Oberkommando versuchte, den am Vortag begonnenen Schritt fortzusetzen: eine Brigade der 4. Division (Herzog von Genua) sollte in Richtung Oliosi und Salionze angreifen, die 1. Reservedivision (Herzog von Savoyen) hatte in Richtung Monzambano und die Brigade Aosta in Richtung Valeggio anzugreifen. Ein wichtiges taktisches Ziel war es, die Verbindung mit dem 2. Korps wiederherzustellen. Radetzky verhinderte jedoch die Vereinigung der Piemontesen und führte eine Frontschwenk nach rechts durch, um den Feind aus dem Nordwesten bei Custoza und Sommacampagna anzugreifen.
Aus logistischen Gründen war der piemontesische Vormarsch unkoordiniert und wurde unterbrochen, um den Wechsel in eine Defensiv-Stellung durchzuführen, da die Nachricht von starken österreichischen Streitkräften auf dem Marsch bekannt wurde. So fanden sich die Brigaden Piemont und Cuneo der 1. Reservedivision erst um 10 Uhr morgens in ihren Angriffspositionen.
Um 10.30 Uhr erfolgte bei starker Hitze der sardische Angriff in Richtung auf Valeggio, die angreifende Brigade Aosta wurde alleine durch österreichisches Artilleriefeuer abgewiesen.

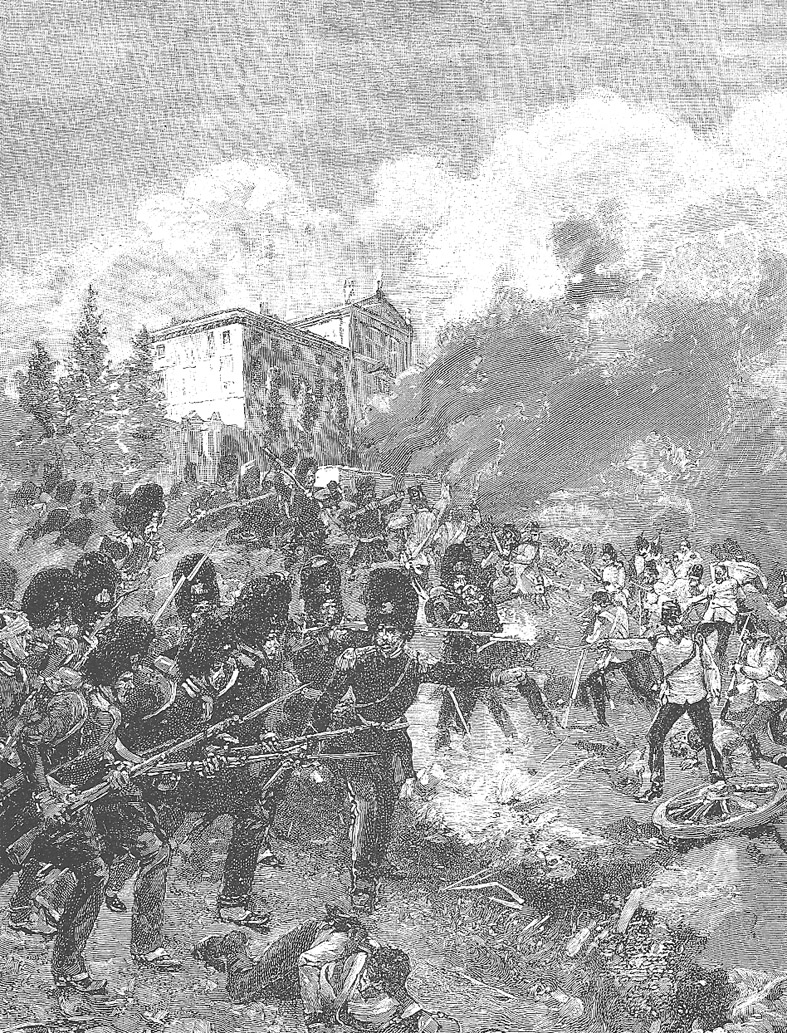
Kampfgeschehen aus der Schlacht von Custozza 1848

Zwischen 11:00 und 12:30 Uhr schlugen die Truppen des Herzogs von Genua bei Sommacampagna drei aufeinanderfolgende österreichische Angriffe zurück; während in der eigenen Mitte nach heftigem Widerstand einige vorgeschobene Stellungen aufgegeben werden musste. Radetzkys Artillerieführer, Oberst Stwrtnik hatte persönlich die Leitung einer bei Casa Pietà aufgestellten zwölfpfündigen Batterie, welche gegen die Höhe von Belvedere wirkte und auch das Tione-Tal nach zwei Seiten hin bestreichen konnte. Das  gut gerichtete Feuer vertrieb die Sarden aus den von ihm besetzten Häusern La Bagolina und erleichterte das folgende Vordringen der Brigade des Generalmajor Edmund Schwarzenberg. Um 13:30 Uhr wurde ein neuer Angriff des österreichischen 2. Korps gestartet, bei dem die Höhen von Sommacampagna erstürmt wurden und sich die Sarden nach Staffalo und Custoza zurückziehen mussten. Die Brigade Samuel Gyulay der Division Wimpffen wurde durch die Brigade Friedrich Liechtenstein verstärkt und zur Rückeroberung des Monte Goido angesetzt.
Karl Albert, der die ständige Zunahme der österreichischen Streitkräfte wahrnahm, befahl de Sonnaz, mit der Masse des 2. Korps über Goito Hilfe zu bringen und Volta besetzt zu halten, welches nur aufgegeben werden sollte, wenn es der General es für unabdingbar hielte. Um 15 Uhr traf die Nachricht ein, dass de Sonnaz vom rechten Mincioufer wegen Ermüdung seiner Truppen erst am späten Nachmittag eingreifen könnte.
Ab 16 Uhr entwickelte sich gegen den linken Flügel der piemontesischen Aufstellung vor Valeggio der allgemeine Gegenangriff des österreichischen 1. Korps, der jedoch nur langsam vorankam. Inzwischen wurde auch bei Custozza der Kampf wieder aufgenommen und gegen 17.15 Uhr die Entscheidung gegen den piemontesischen rechten Flügel herbeigeführt. Die an beiden Flanken bedrängte Division des Herzogs von Genua musste ab 17.30 Uhr den Rückzug auf Villafranca antreten, der durch einen Kavallerieangriff von anderthalb Schwadronen geordnet durchgeführt werden konnte. Nachdem die piemontesische Front in der Mitte durchbrochen war, fand sich vor Custozza noch immer die Oberst Enrico Morozzo Della Rocca anvertraute Verteidigung mit erschöpften Bataillonen. Aber um 18:30 Uhr rückten die Österreicher neuerlich vor, unterstützt von Artillerie. Die immer noch kämpfenden Verteidiger zogen sich zurück, und um 19.30 Uhr starteten Radetzkys Männer einen letzten energischen Angriff, und die letzten sardischen Verteidiger mussten endlich von den Höhen in die Ebene zurückgehen.
Um 22.00 Uhr befahl der König, dass sich Bavas Truppen über Goito zurückziehen sollten, eineinhalb Stunden später sandte er an de Sonnaz den Befehl nach Volta zu wechseln und am Mincio eine Auffangstellung offenzuhalten. Die Schlacht von Custozza war für Radetzkys Truppen siegreich ausgegangen, die Piemontesen beklagten 212 Tote, 657 Verwundete und 270 Gefangene; die Österreicher hatten 175 Tote, 723 Verwundete und 422 Vermisste.

## Das Nachspiel bei Volta am 26. und 27. Juli
Karl Albert ordnete den Rückzug seiner Truppen auf das westliche Mincioufer an. Bei Goito konzentrierte sich die Masse des sardischen Heeres mit verbleibenden 30.000 Mann und 109 Geschützen.
Am 26. Juli organisierte Radetzky in Valeggio die Verfolgung des Feindes.
General de Sonnaz erhielt den Befehl in Goito auszuhalten, wo er um 5 Uhr morgens ankam. Um 12.00 Uhr befahl ihm der König, mit der 3. Division nach Volta zurückzukehren, um die Österreicher durch einen Gegenangriff aufzuhalten.
Das I. Korps unter Wratislaw ging bei Monzambano über den Mincio und verfolgte auf Pozzolengo und Castigliano. Das II. Korps unter d´Aspre verfolgte über Valeggio nach Volta. Am 26. Juli versuchte das Korps unter General de Sonnaz das Blatt in der Schlacht bei Volta zu wenden; seine Gegenoffensive von den Höhen bei Cavriana aus brachte anfängliche Erfolge gegenüber der österreichischen Division Wimpffen. Die Fortsetzung des Angriffes durch die frische Brigade Regina am 27. Juli morgens wurde durch Anmarsch des restlichen österreichischen II. Korps zunichtegemacht. Neue Verstärkungen langten bei Cavriana ein und erzwangen den Rückzug der Piemontesen. Panik machte sich jetzt breit, die neue Niederlage demoralisierte zusehends, Desertionen nahmen zu.

## Folgen
Karl Albert musste nach der Schlacht bei Volta am 27. Juli über den Oglio zurückgehen; am 29. Juli erreichte sein Heer Cremona, am 2. August Lodi. Am 6. August konnte das österreichische II. Korps in das kampflos geräumte Mailand einziehen. Radetzkys Sieg bedeutete einen schweren Rückschlag für die italienische Nationalbewegung und sicherte die Lombardei bis zum nächsten sardischen Angriff im Folgejahr 1849. Der Blitzfeldzug Radetzkys im März 1849 und der Sieg bei Novara sicherten den Verbleib der Lombardei bei Österreich bis zur Niederlage bei Solferino.

## Trivia
Aus Anlass des Sieges von Custozza komponierte Johann Strauss den Radetzkymarsch. Im Jahr 1867 wurde in Wien-Landstraße (3. Bezirk) die Custozzagasse nach den beiden Schlachten von Custozza benannt.